# Dolichohedya tripila
Dolichohedya tripila är en fjärilsart som beskrevs av Diakonoff 1970. Dolichohedya tripila ingår i släktet Dolichohedya och familjen vecklare. Inga underarter finns listade i Catalogue of Life.